# ستيف فوسيت
جيمس ستيفن فوسيت (22 نيسان/أبريل 1944 – 3 أيلول/سبتمبر 2007) كان رجل أعمالٍ أمريكي وطيارٍ وبحارٍ ومغامرٍ سجَّل العديد من الأرقام القياسية حيث يُعتبر أول شخصٍ يطير بمفرده بدون توقفٍ حول العالم في منطاد وطائرة ذات جناح ثابت. جمعَ ستيف فوسيت ثروته في قطاع الخدمات المالية كما اشتهرَ على نطاقٍ واسعٍ بفضل اعتماده في كذا مراتٍ على منطاد الهواء الساخن وعلى الطائرات الثابتة الجناحين في الطيران.
سجَّل فوسيت الزميل في الجمعية الجغرافية الملكية ونادي المستكشفين أكثر من مائة سجّل قياسي في خمس رياضات مختلفة؛ ستون منها كانت قائمةٌ وقت وفاته. حطَّم ثلاثةٌ من الأرقام القياسية العالمية السبعة في مجال الطيران عبر الطائرات ذات الأجنحة الثابتة وهي أرقامٌ معترفٌ بها من قبل الاتحاد الدولي للرياضات الهوائية. حصلَ المغامر ورجل الأعمال الأمريكي في عام 2002 على الميدالية الذهبية لنادي رويال إيرو (بالإنجليزية: Royal Aero Club)‏ في المملكة المتحدة، كما أُضيف اسمه لقاعة مشاهير الطيران الوطنية (بالإنجليزية: the National Aviation Hall of Fame)‏ في عام 2007 اعترافًا وعرفانًا له بما قدم في هذا المجال.
اختفى فوسيت في الثالث من أيلول/سبتمبر 2007 أثناء تحليقه بطائرةٍ خفيفةٍ فوق صحراء الحوض العظيم بين نيفادا وكاليفورنيا. لم تنجح عمليات البحث المكثفة وأُعلن عن وفاته في شباط/فبراير من العام التالي. وجد أحدُ المتجوّلين في أيلول/سبتمبر 2008 بطاقة هويّة فوسيت في جبال سييرا نيفادا بولاية كاليفورنيا وهو ما ساعدَ سلطات الولاية على العثور بعد فترةٍ وجيزةٍ من ذلك على حطام الطائرة. عُثر على مقربةٍ من مكان الحطام على بقايا من جثّة فوسيت ويتعلق الأمر بعظمتان كبيرتان وُجدتا على بعد نصفٍ ميلٍ (800 متر) من موقع التحطُّم حيث أرجعَ المحققون سبب التناثر للحيوانات البريّة.

## الحياة المُبكّرة
وُلد فوسيت في جاكسون بولاية تينيسي لكنّه نشأَ في جاردن جروف بولاية كاليفورنيا حيثُ تخرَّج من مدرسة جاردن جروف الثانويّة. بدأ اهتمام فوسيت بالمغامرة مبكرًا، وبصفته فتى كشافة فقد نشأَ وهو يتسلَّقُ جبال كاليفورنيا بدءًا من جبال سان جاسينتو. قال فوسيت ذات يومٍ حول هذا الأمر: «عندما كان عمري 12 عامًا، تسلّقتُ أول جبلٍ وواصلتُ المضيَّ قدمًا حتى قُمت بعملياتٍ أكثر تنوعًا وأكبر حجمًا»، كما أكَّد فوسيت إنه لم يكن لديه موهبة طبيعية في مجال ألعاب القوى أو الرياضات الجماعية لذلك ركَّز على الأنشطة التي تتطلَّبُ المثابرة والتحمل. شجَّع والده وهو إيجل سكوت فوسيت على متابعة هذه الأنواع من المغامرات وشجعه على المشاركة مع فريق بوي سكوتس (بالإنجليزية: Boy Scouts)‏ في وقتٍ مبكر. أصبحَ ستيف عضوًا نشطًا في فريق تروب 170 (بالإنجليزية: Troop 170)‏ في أورانج بولاية كاليفورنيا ثم حصلَ وهو في عمرِ الثالثة عشر على أعلى رتبة لفتيان الكشافة في فريق إيجل سكوت. أصبحَ في وقتٍ ما عضوًا في فريق فيجيل هونر (بالإنجليزية: Vigil Honor)‏ ضمن الفريق الأكبر ألوات ساكيما حيثُ شغل منصب رئيس النزل، كما عملَ حارسًا في مزرعة فيلمونت الكشفيّة في نيو مكسيكو خلال صيف عام 1961. أكَّد فوسيت في عام 2006 أن الكشَّافة كانت أهمُّ نشاطٍ في شبابه.
كان فوسيت معروفًا في جامعة ستانفورد بالمغامرة بل أقنعهُ فريق سيجما ألفا إبسيلون للكشافة بالسباحةِ إلى جزيرة ألكتراز ورفع لافتةٍ كُتب عليها «هزمنا كال» (بالإنجليزية: Beat Cal)‏ على جدار السجن الموجودِ في الجزيرة والذي أُغلقَ قبل عامين، لكنَّ حارس الأمن منعه من ذلك عندما وصل سباحةً لعين المكان. كانَ فوسيت أثناء وجودهِ في جامعة ستانفورد موظفًا في هيئة طلابية وشغل منصب رئيس أو قائد عددٍ قليلٍ من الأنديّة. تخرَّج فوسيت من جامعة ستانفورد عام 1966 بعدما نال شهادتهُ الجامعيّة في تخصّص الاقتصاد، ثمّ قضى الصيف التالي في أوروبا متسلقًا الجبال والسباحة في مضيق الدردنيل.

## المسيرة المهنيّة
حصلَ فوسيت عام 1968 على ماجستير إدارة الأعمال من كلية أولين للأعمال في جامعة واشنطن في سانت لويس بولاية ميسوري ثمّ أصبحَ فيما بعد عضوًا في مجلس الأمناء في نفس الجامعة لفترة طويلة. كانت أول وظيفة لفوسيت خارج كلية إدارة الأعمال مع شركة آي بي إم، ثم عمل مستشارًا لشركة ديلويت قبل أن ينتقل للعمل في شركة مارشال فيلدز. قال فوسيت لاحقًا: «كنتُ خلال السنوات الخمس الأولى من مسيرتي المهنيّة مشتتًا بكوني في أنظمة الكمبيوتر ثمَّ أصبحت مهتمًا بالأسواق المالية. هذا هو المكان الذي وجدتُ نفسي فيه.»
أصبح فوسيت بعد ذلك بائعًا ناجحًا للسلع في شيكاغو، حيثُ عمل في البداية مع شركة ميريل لينش في عام 1973 حيث أثبت أنه مُنتِجٌ ومسوقٌ ناجح للغاية نسبةً للإيرادات التي حققها لنفسه وللشركة التي عمل لصالحها. انتقلَ في عام 1976 للعملِ في شركة دريكسل بورنهام التي عينته مع مسؤولين آخرين في مجلس شيكاغو للتجارة (بالإنجليزية: the Chicago Board of Trade)‏ وسمحت له بتسويقِ خدمات الشركة عبر الهاتف. بدأ فوسيت عام 1980 مشروعه الخاص الذي سيجعلهُ رجل أعمالٍ غنّيٍ لاحقًا حيث أجَّرَ ما يُعرف بعضويات التبادل لمتداولين محتملين في أسواق مواليّة محددة في شيكاغو.
بعد خمسة عشر عامًا من العمل في شركات أخرى، أسَّسَ فوسيت شركته الخاصة التي سمَّاها ماراثون سيكيوريتيز ولاكوتا تريدينج (بالإنجليزية: Marathon Securities and Lakota Trading)‏ والتي جنى منها الملايين من خلال استئجار ما يُعرف بعضويّة البورصة. لقد أسَّس في البداية وتحديدًا في 1980 لاكوتا تريدينج، ثم أسَّس بعدها شركة ماراثون سيكيوريتيز ليشمل نطاقًا أكبر في عمليات تأجير العضويات في البورصة والأسواق الماليّة بما في ذلك بورصات نيويورك. لقد كسب الملايين من امتيازات عضويات الصرف للمتداولين الجُدد الذين كانوا يدفعون أيضًا رسومًا لشركات المقاصة التابعة لفوسيت بما يتناسبُ مع نشاط التداول لأولئك الذين يُؤجّرون العضوية. كان حجم تداول العضويات المستأجرة لشركة فوسيت عام 1997 أكبر من أي شركة مقاصة أخرى في بورصة شيكاغو. قامت لاكوتا تريدينج – وهي الشركة الأولى التي أسّسها فوسيت قبل اندماجها مع الثانيّة – بتكرار خطة العمل نفسها في العديد من البورصات في الولايات المتحدة وكذلك في لندن. استخدم فوسيت فيما بعد هذه الإيرادات لتمويل مغامراته؛ وقال ذات مرةٍ حول هذا الموضوع: «بصفتي متداول فقد كنتُ «عدوانيًا» للغاية وعملتُ بجد. لقد ساعدتني هذه السمات نفسها في رياضات المغامرة.»
قال فوسيت إنهُ لم يشارك في أيٍّ من «الأشياء الشيّقة» التي قام بها في الكلية خلال فترة نشاطه في عالم التداول: «كانت هناك فترةٌ من الوقت لم أفعل فيها أيَّ شيءٍ سوى العمل من أجل لقمة العيش. لقد أُصبت بالإحباط الشديد من ذلك وقررت أخيرًا البدء في العودة إلى هذه الأمور.» بدأ ستيف في أخذِ إجازة ستة أسابيع في السنة لقضاء بعض الوقت في الرياضة وانتقل إلى بيفر كريك في كولورادو في عام 1990 قبل أن يبيع في وقتٍ لاحقٍ معظم مصالحه التجاريّة، باستثناءٍ بمكتبٍ في شيكاغو ظلَّ في ملكيتهِ حتى عام 2006.

## الحياة الشخصية
تزوَّج فوسيت عام 1968 من بيغي فوسيت (فايلاند) من مدينة ريتشموند هايتس في ولايةِ ميسوري، ولم يُنجب الثنائي أيَّة أطفال. كان لدى عائلة فوسيت منازل في بيفر كريك وكولورادو وشيكاغو ومنزل لقضاء العطلات في كارميل بولاية كاليفورنيا. اشتهر فوسيت في المملكة المتحدة بصداقته مع الملياردير ريتشارد برانسون الذي رعت مجموعتهُ فيرجن بعض مغامرات ستيف.

## السجلات

### البداية

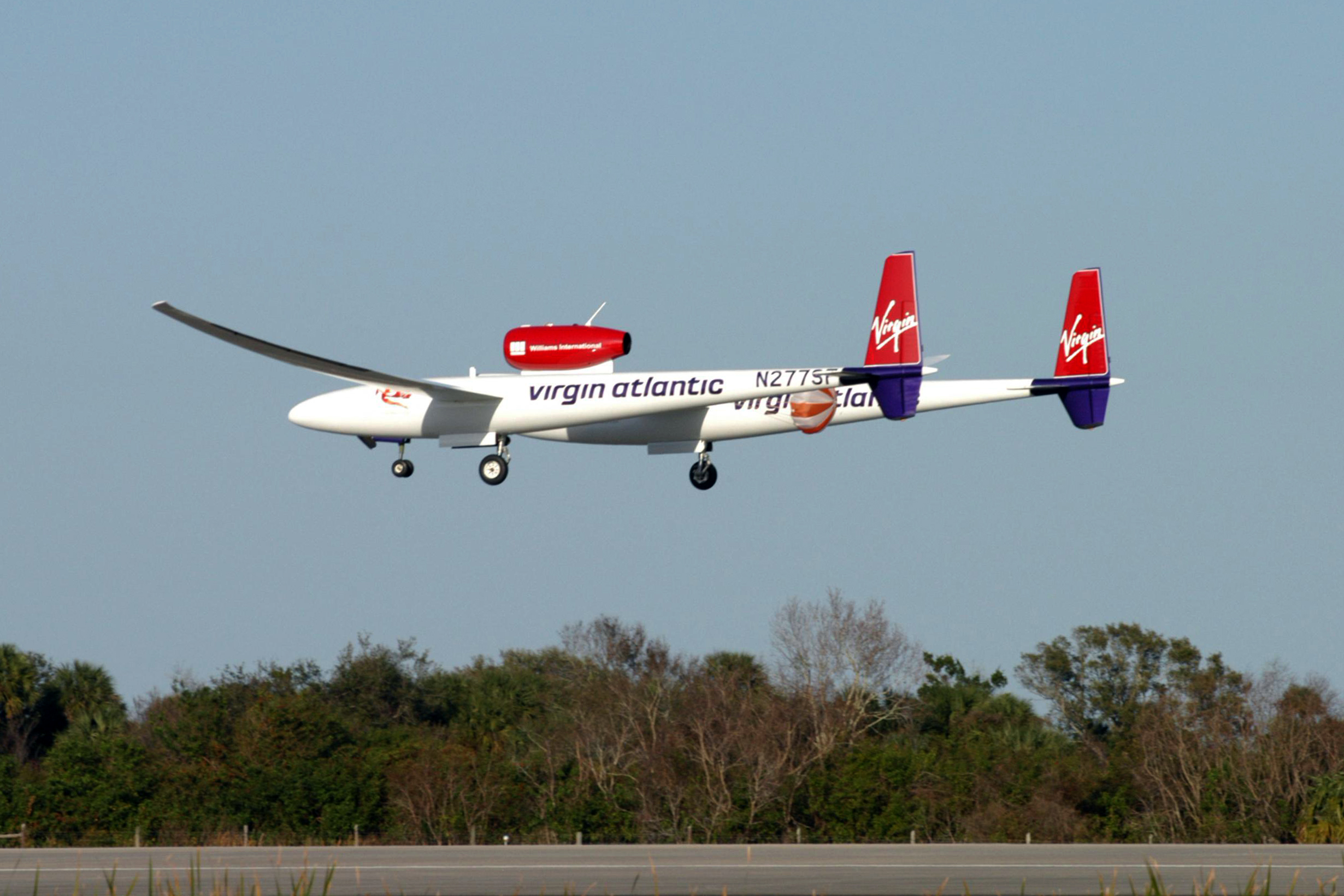
وصول طائرة فيرجن أتلانتيك جلوبال فلاير إلى مركز كينيدي للفضاء في عام 2006 بقيادةِ فوسيت

اشتهر ستيف فوسيت بسجلاته العالمية ومغامراته على المناطيد والمراكب والطائرات الشراعية والطائرات التي تعملُ بالطاقة. لقد كان طيارًا ذا خبرة كبيرة وأراد أن يُصبح أول شخصٍ يقومُ برحلةٍ عبر منطادٍ حول العالم وقد نجح أخيرًا في محاولته السادسة عام 2002 ليُصبح بذلك أول شخصٍ يُكمل طوافًا منفردًا غير متقطعٍ حول العالم. تشملُ إنجازاته كطيارٍ نفاثٍ في الطائرة من طراز سيسنا سايتايشن 10 عددًا من الأرقام القياسيّة. قبل تسجيل سجلات طيران فوسيت، لم يكن لدى أي طيار أرقام قياسية عالمية في أكثر من فئةٍ واحدةٍ من الطائرات على عكسِ فوسيت الذي سجَّل أرقامًا قياسيّة في أربعِ فئات.
قامَ فوسيت عام 2005 بأول رحلة طيران منفردة حول العالم بدون توقف وبدوتِ تزوّدٍ بالوقود وذلك على متنِ طائرة من طراز فيرجن أتلانتيك جلوبال فلاير وهي طائرةٌ نفاثةٌ ذات محركٍ واحد. حلق مرة أخرى في العام الموالي حول العالم بدون توقف ولم يُعد تزويده بالوقود في 76 ساعة و 45 دقيقة على متنِ جلوبال فلاير من جديدٍ مُسجّلاً الرقم القياسي لأطول رحلة من قِبل أي طائرةٍ في التاريخ بمسافة 25.766 ميلًا (41467 كم). لقد سجل رجل الأعمال والمغامر الأمريكي 91 رقمًا قياسيًا عالميًا في مجال الطيران صادقَ الاتحاد الدولي للطيران على 36 رقمًا قياسيًا منها، بالإضافة إلى 23 رقماً قياسياً عالمياً للإبحار صادق عليها مجلس تسجيل سرعة الإبحار العالمي. سجّل ستيف في التاسع والعشرين من آب/أغسطس 2006 رقمًا قياسيًا عالميًا حينما ارتفعَ شراعيًا بمقدار 15,460 متر (50,720 قدم) فوق إل كالافاتي بدولة الأرجنتين.

### الرحلات الجوية

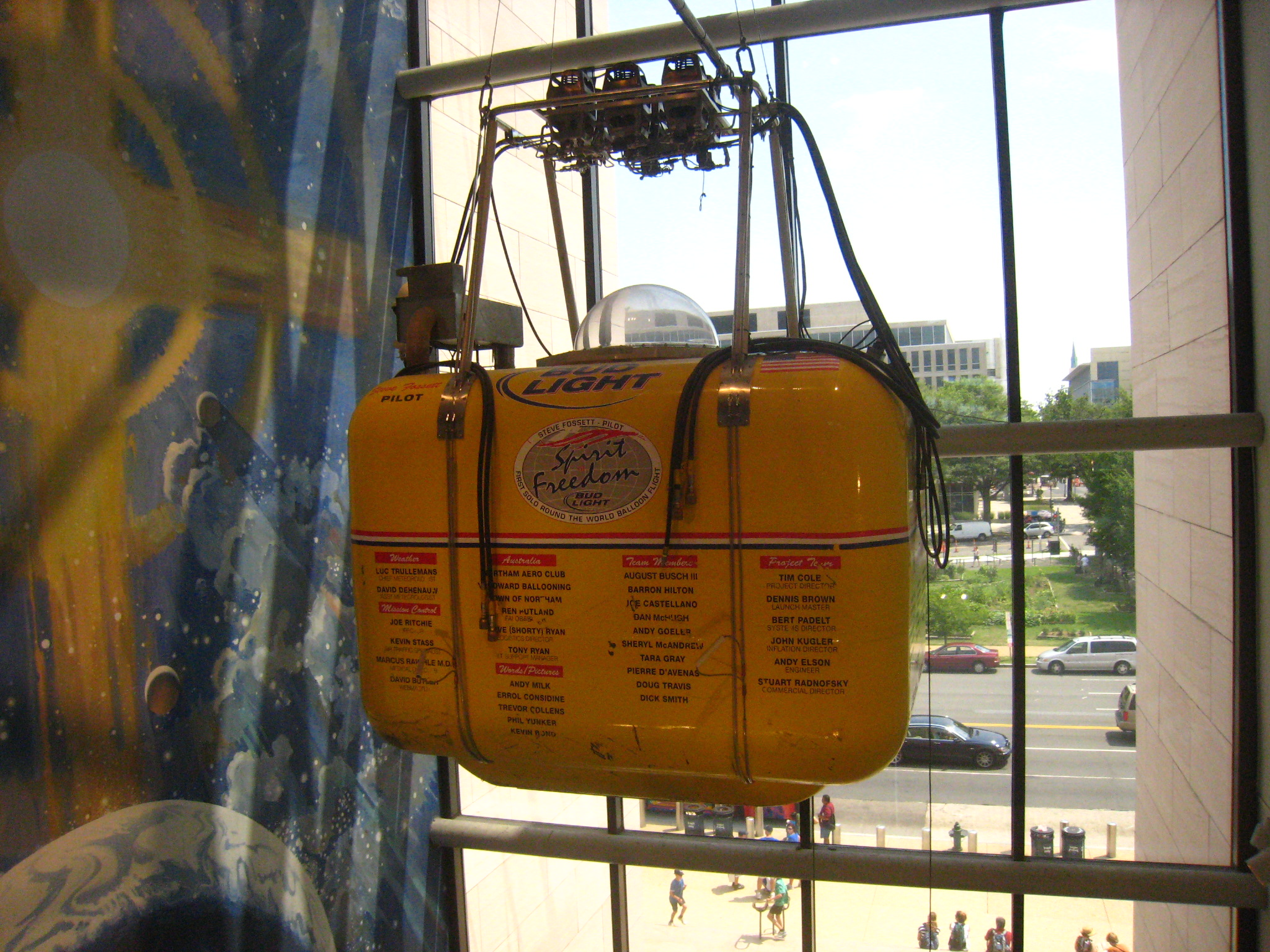
منطاد روح الحريّة معروضٌ في المتحف الوطني للطيران والفضاء

هبطَ فوسيت في الحادي والعشرين من شباط/فبراير 1995 في ليدر ساسكاتشوان بدولة كندا بعد إقلاعهِ من كوريا الجنوبية ليُصبحَ أول شخصٍ يقوم برحلة فرديّة عبر المحيط الهادئ في منطاد. أصبحَ المستثمر الأمريكي في عام 2002 أول شخصٍ يطيرُ حول العالم بمفرده بدون توقف في أيِّ نوعٍ من الطائرات، حيث انطلقَ عبرَ المنطاد الذي حمل اسم روح الحريّة من مبنى شاهق في نورثهام بأستراليا الغربيّة في التاسع عشر من حزيران/يونيو 2002 وعاد إلى أستراليا في الثالث من تموز/يوليو 2002 حيثُ هبطَ في كوينزلاند. استمرت هذه الرحلة الجويّة عبر المنطاد 13 يومًا و 8 ساعات و 33 دقيقة (14 يومًا و 19 ساعة و 50 دقيقة حتى الهبوط) وقطعت ما مجموعهُ 20,626.48 ميلًا (33,195.10 كم). استغرقَ المنطاد في الهبوط على الأرض نحو 20 دقيقة ونجت الكبسولة فقط في هذه العمليّة فنُقلت إلى مؤسسة سميثسونيان في واشنطن العاصمة حيث تمّ عرضها. كان مركز التحكم في الرحلة والذي ظلَّ يمدُّ فوسيت بالمعلومات يتمركزُ في قاعة بروكينغز بجامعة واشنطن في سانت لويس. سجَّل فوسيت خلال هذه الرحلة عددًا من الأرقام القياسيّة حيثُ حطَّمَ رقمه القياسي السابق من حيثُ السرعة والبالغ 166 ميل في الساعة (267 كم/س) ليُصبح الأسرع في منطادٍ حينما سجَّل رقمًا جديدًا بلغ 200 ميل في الساعة (320 كم/س)، كما سجَّل رقمًا آخر في مدة الطيران حول العالم والذي بلغَ 13.5 يومًا) فضلًا عن أطول مسافة طيرانٍ منفردٍ في منطاد والتي بلغت 20,482.26 ميل (32,963.00 كـم) كما قطع مسافة 3,186.80 ميل (5,128.66 كـم) في ظرف 24 ساعة.
قام فوسيت بتمويل خمس محاولات سابقة من هذا النوع بنفسه، لكنّ رحلته السادسة التي نجحت والتي سجَّل فيها الكثير من الأرقام القياسية كانت تحت رعايةِ شركة بود لايت (بالإنجليزية: Bud Light)‏. جنى فوسيت الكثير من المال خلال كلّ محاولاته وخاصّة الأخيرة ثمّ اشترى بوليصة تأمين بمبلغِ نصف مليون دولار عادت له مضاعفة ستّ مراتٍ بعدما نجح في الرحلة وعليه لم يضطر فوسيت إلى إنفاق أيٍّ من أمواله بخلافِ النفقات الأولية عدى عن استفادتهِ من الدعاية وباقي الأمور من هذا القبيل.

### الرحلات البحرية
كان فوسيت واحدًا من أكثر أصحاب الأرقام القياسية في الإبحار حيثُ تخصَّصَ في الإبحار السريع بل سيطرَ في الفترةِ الممتدة من عام 1993 إلى 2004 على سجّلات الأرقام القياسية مُسجّلاً 23 رقمًا قياسيًا عالميًا رسميًا وتسعة أرقام قياسيّة في سباقات المسافات. اعتُرف بالمستثمر والمغامر والبحار الأمريكي من قِبل المجلس العالمي لسرعة الإبحار باعتبارهِ «البحار الأكثر تحقيقًا للإنجازات في العالم». سجَّلَ فوسيت وطاقمه في تشرين الأول/أكتوبر 2001 رقما قياسيا عبر الإبحار في الأطلسي لمدةٍ بلغت 4 أيام و 17 ساعة محطِّمِين الرقم القياسي السابق بـ 43 ساعة و 35 دقيقة بزيادةٍ في مُتوسّط السرعة بما يقربُ من سبع عقد.
سجَّل فوسيت في أوائل عام 2004 – بصفتهِ ربانًا – الرقم القياسي العالمي للإبحار حيث أبحرَ لمدة 58 يومًا و 9 ساعاتٍ مع طاقمٍ مُكوّنٍ من 13 فردًا، ثمّ احتفظَ في عام 2007 بالرقمِ القياسي العالمي لعبور المحيط الهادئ وهو الرقمُ الذي تحقَّقَ في محاولتهِ الرابعة.
ملخص كامل لسجّلات الإبحار:
13 سجّل عالمي
- جولة أيرلندا: 44 ساعة و 42 دقيقة و 20 ثانية (أيلول/سبتمبر 1993)
- جولة هاواي- اليابان: 13 يومًا و 20 ساعة و 9 دقائق (تموز/يوليو–آب/أغسطس 1995)
- جولة المحيط الهادئ من الشرق إلى الغرب: 16 يومًا و 17 ساعة و 21 دقيقة (آب/أغسطس 1995)
- جولة نيوبورت - برمودا: 14 يومًا و 35 ساعة و 53 دقيقة وثانية واحدة (كانون الثاني/يناير 2000)
- جولة ميامي-نيويورك: يومان و 5 ساعات و 54 دقيقة و 42 ثانية (أيار/مايو 2001)
- جولة الأطلسي: 4 أيام و 17 ساعة و 28 دقيقة و 6 ثواني (تشرين الأول/أكتوبر 2001)
- جولة جزيرة وايت: ساعتان و 33 دقيقة و 55 ثانية (تشرين الثاني/نوفمبر 2001)
- دورة Fastnet 35 ساعة و 17 دقيقة و 14 ثانية مارس 2002
- بليموث لاروشيل 16 ساعة و 41 دقيقة و 40 ثانية أبريل 2002
- جولة مرسيليا- قرطاج: 18 ساعة و 46 دقيقة و 48 ثانية (أيار/مايو 2002)
- جولة بريطانيا وأيرلندا: 4 أيام و 16 ساعة و 9 دقائق و 36 ثانية (تشرين الأول/أكتوبر 2002)
- جولة ترانس-ديسكفري: 9 أيام و 13 ساعة و 30 دقيقة و 18 ثانيّة (شباط/فبراير 2003)
- جولة حول العالم: 58 يومًا و 9 ساعات و 32 دقيقة و 45 ثانية (شباط/فبراير 2004 – نيسان/أبريل 2004)

رقمان قياسيانِ عالميان
- جولة المحيط الهادئ: 20 يومًا و 9 ساعات و 52 دقيقة (آب/أغسطس 1996)
- جولة نيوبورت-برمودا: 40 ساعة و51 دقيقة و 54 ثانية (حزيران/يونيو 1999)

9 سجّلات سباق
- لونج بيتش كابو سان لوكاس: 3 أيام وساعتين و 59 دقيقة (تشرين الثاني/نوفمبر 1995)
- سويفتشير: 14 ساعة و 35 دقيقة و 29 ثانية (أيار/مايو 1997)
- وايند جامرز: 4 ساعات و 41 دقيقة وثانيتان (آب/أغسطس 1997)
- سان دييجو - بويرتو فالارتا: 62 ساعة و 20 دقيقة و 11 ثانية (شباط/فبراير 1998)
- نيوبورت إنسينادا: 6 ساعات و 46 دقيقة و 40 ثانية (نيسان/أبريل 1998)
- شيكاغو-ماكيناك: 18 ساعة و 50 دقيقة و 32 ثانية (تموز/يوليو 1998)
- كأس بين أبل: يومان و 20 ساعة و 8 دقائق و 5 ثواني (شباط/فبراير 1999)
- جولة سانت مارتن: 2 h 4 دقيقة 232003arch 2003

سِجّل السباق المُنفرد
- كاليفورنيا-هاواي: 7 أيام و 22 ساعة و 38 دقيقة (تموز/يوليو 1998)

الأرقام القياسية العالمية المُسجّلة باسمِ فوسيت
- جزيرة وايت: 3 ساعات و 35 دقيقة و 38 ثانية (أيلول/سبتمبر 1994)
- جولة بريطانيا وأيرلندا: 5 أيام و21 ساعة و 5 دقائق و 27 ثانية (تشرين الأول/أكتوبر 1994)
- ترانسباك: 6 أيام و 16 ساعة و7 دقائق و 16 ثانية (تموز/يوليو 1995)
- سجل المحيط الهادئ (رفقة طاقم): 16 يوم و 17 ساعة و 21 دقيقة و 19 ثانية (آب/أغسطس 1995
- كاوز سانت مالو: 6 ساعات و21 دقيقة و 54 ثانية (كانون الأول/ديسمبر 2001)

في وقت وفاته ، كانت غواصة ديب فلايت تشالنجر (بالإنجليزية: DeepFlight Challenger)‏ تحت الإنشاء حتى يغوض بها فوسيت إلى تشالنجر ديب.

### المنطاد
حقَّق فوسيت رقمًا قياسيًا عالميًا في سرعة المناطيد في السابع والعشرين من تشرين الأول/أكتوبر 2004 وذلك عبر منطاد زيبلين إن تي (بالإنجليزية: Zeppelin NT)‏ حيث سجَّل متوسّط سرعةٍ بلغَ 62.2 عقدة (115.2 كم/س؛ 71.6 ميل/س) فيما كان الرقم القياسي السابق قد سجَّل 50.1 عقدة (92.8 كم/س؛ 57.7 ميل/س) عام 2001 عبر منطاد فيرجن (بالإنجليزية: Virgin)‏. كان فوسيت في عام 2006 واحدًا من 17 طيارًا فقط في العالم مرخصٌ لهم بقيادة زيبلين.

### أنواع الطائرات

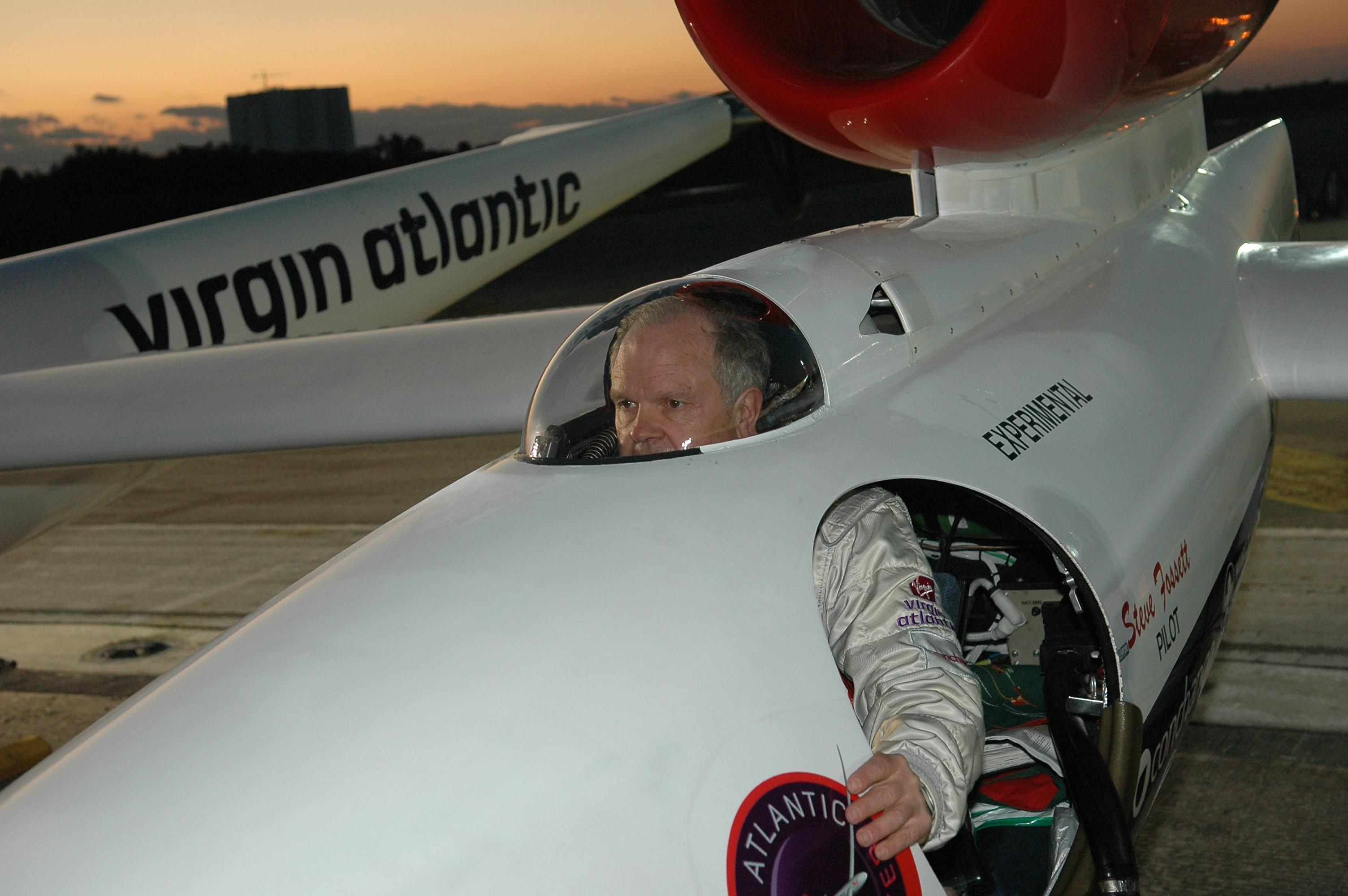
فوسيت في قمرة قيادة جلوبال فلاير في منشأة هبوط المكوك التابع لمركز كينيدي للفضاء التابع لناسا

#### جلوبال فلاير

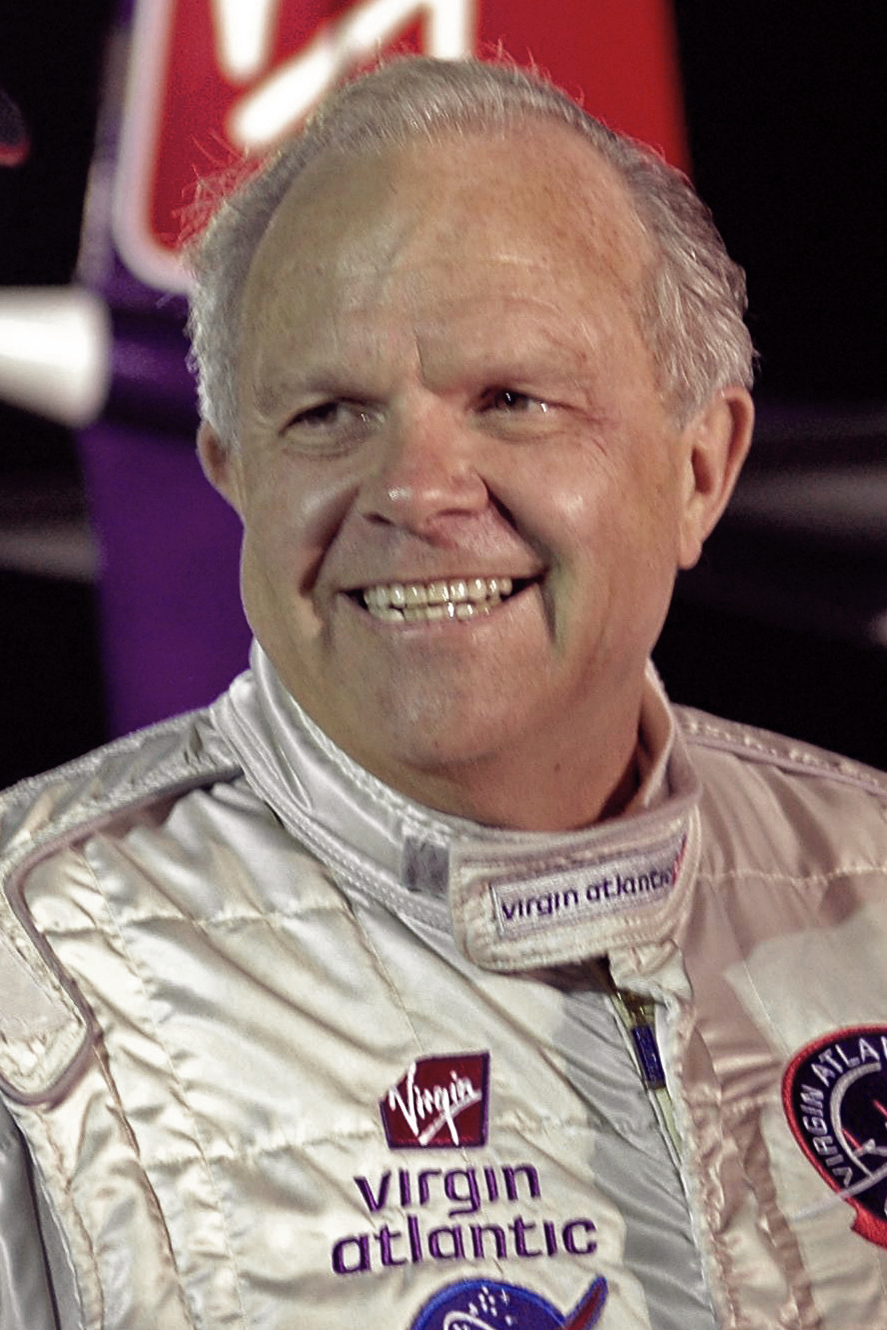
فوسيت في عام 2006 قبل بدءِ رحلته التي حطَّمت الرقم القياسي

قام فوسيت بأول رحلةٍ عبر طائرة ثابتة الجناحين بدون توقف حول العالم بين 28 شباط/فبراير و 3 آذار/مارس 2005. أقلعَ من سالينا في كانساس حيث ساعده أعضاء هيئة التدريس والطلاب من جامعة ولاية كانساس ثمّ سافرَ باتجاه الشرق وعاد إلى سالينا بعد 67 ساعة ودقيقة واحدة و 10 ثوان دون توقف ودون أن يتزود بالوقودِ وسط الرحلة. بلغَ متوسط سرعته خلال هذه الرحلة 342.2 ميل في الساعة (550.7 كم/س) وهو رقمٌ قياسي عالميّ في فئة الطيران حول العالم دون توقف ودون تزوّدٍ بالوقود. سجَّل فوسيت هذا الرقم القياسي عبر طائرة من طراز فيرجن أتلانتيك جلوبال فلاير التي تتميَّزُ بهيكلٍ من البلاستيك المقوى بألياف الكربون مع محرك واحد من طراز ويليامز إف جي 44. صُمّمت هذه الطائرة على يدِ المهندس الأمريكي بيرت روتان وشركته سكاليد كومبوزيت (بالإنجليزية: Scaled Composites)‏ وكان الغرضُ منها القيام برحلات فرديّة لمسافات طويلة.
سجَّلَ فوسيت في الحادي عشر من شباط/فبراير 2006 الرقم القياسي العالمي في فئة أطوال مسافة طيران دون هبوط حيث انطلقَ من مركز كينيدي للفضاء بولايةِ فلوريدا متجهًا شرقًا ثم عند عودته إلى فلوريدا استمرَّ في الطيرانِ عبر المحيط الأطلسي للمرة الثانية قبل أن يهبطَ أخيرًا في بورنموث بإنكلترا. بلغت المسافة المقطوعة 25,766 ميلًا (41,467 كم) في 76 ساعة و 45 دقيقة. قام فوسيت في الشهر التالي برحلة ثالثة حول العالم من أجل تحطيمِ الرقم القياسي في فئة أطول مسافة طيران فوق حلبة مغلقة دون هبوط حيثُ أقلعَ من سالينا بولايةِ كانساس في الرابع عشر من آذار/مارس 2006 ثمّ عاد لنفس المكان المُغلَق في السابع عشر من آذار/مارس 2006 بعد أن قطع 25,262 ميلًا (40,655 كم).
لا يوجد سوى سبعة أرقام قياسية عالمية للطائرات ذات الأجنحة الثابتة معترفٌ بها من قِبل الاتحاد الدولي للرياضات الهوائية وقد حطَّم فوسيت ثلاثة منها عبر طائرتهِ فيرجن أتلانتيك جلوبال فلاير. السجلات الثلاثة التي حطمها ستيف تعود لديك روتان و جيانا يياغر اللذان سجّلا تلك الأرقام لأول مرة عبر رحلتهم في طائرة روتان فوياجر عام 1986. جديرٌ بالذكرِ هنا أنَّ طائرة جلوبال فلاير للمغامر الأمريكي ستيف فوسيت معروضة في مركز ستيفن إف أودفار هازي بالمتحف الوطني للطيران والفضاء.

#### الطائرات العابرة للقارات
سجَّل فوسيت رقمين قياسيين في طائرتين أمريكيتين عابرتانِ للقارات في نفس اليوم، حيث طار هو ومساعده دوج ترافيس في الخامس من شباط/فبراير 2003 عبر الطائرة من طراز سيسنا سايتايشن 10 من سان دييغو بولاية كاليفورنيا إلى تشارلستون بولاية ساوث كارولينا في ساعتين و 56 دقيقة و 20 ثانية بمتوسّط سرعةٍ بلغ 726.83 ميل في الساعة (1,169.72 كم/س) مُحطِّمًا بذلك الرقم القياسي في فئة الطائرات العابرة للقارات. عاد إلى سان دييغو ثم حلَّقَ مع المغامر جو ريتشي في طائرة من طراز بياجيو أفانتي مسجّلانِ وقتًا بلغَ 3 ساعات و 51 دقيقة و 52 ثانية بمتوسط سرعة بلغ 546.44 ميل في الساعة (879.41 كم/س) محطمانِ رقم تشاك ييغر ورينالد دافنبورت.
سجل فوسيت أيضًا الرقم القياسي العابر للقارات من الشرق إلى الغرب للطائرات ذات الأجنحة الثابتة غير الأسرع من الصوت في السابع عشر من أيلول/سبتمبر 2000 حيثُ طار من جاكسونفيل بولاية فلوريدا إلى سان دييغو بولاية كاليفورنيا في 3 ساعات و 29 دقيقة بمتوسط سرعة بلغَ 591.96 ميل في الساعة (952.67 كم/س).
أعاد فوسيت ومساعده مارك ريبولز في الثاني من تموز/يوليو 2005 عبور المُحيط الأطلسي دون توقّف وهي الرحلة التي قامَ جون ألكوك وآرثر ويتن براون في حزيران/يونيو 1919 على متنِ طائرة فيكرز فيمي. استغرقت رحلةُ فوسيت وزميلهِ من سانت جونز في نيوفاوندلاند بدولة كندا إلى كليفدين بمقاطعة غالواي على متن طائرة من طراز فيكرز فيمي 18 ساعة و 25 دقيقة مع 13 ساعة طيران في ظروفِ الطيران الآلي، لكن ونظرًا لعدم وجود مطار في كليفدين فقد هبطَ فوسيت وصديقه في الممر الثامن في كونيمارا جولف لينكس.

#### سجلات الطائرات الشراعية
سجَّلَ فريق ستيف فوسيت وتيري ديلور (نيوزيلندا) عشرة أرقام قياسية عالمية في الطائرات الشراعية أثناء الطيران في ثلاثة مواقع رئيسية: نيوزيلندا والأرجنتين ونيفادا بالولايات المتحدة. تشير علامة النجمة (*) إلى السجلات التي كسرها لاحقًا طيارون آخرون.
- مطاف الـ 1،000 كيلومتر ذهاب وعودة: رقم قياسي عالمي وصلَت السرعة فيهِ إلى 166.46 كيلومتر في الساعة (103.43 ميل/س) [12 كانون الأول/ديسمبر 2002.*][34]
- مطاف الـ 750 كيلومتر: رقم قياسي عالمي وصلت السرعة فيهِ إلى 171.29 كيلومتر في الساعة (106.43 ميل/س) [29 تموز/يوليو 2003.*][35]
- مطاف الـ 1250 كيلومتر في الولايات المتحدة: وصلت السرعة فيه إلى 143.48 كيلومتر في الساعة (89.15 ميل/س) حيثُ تجاوز الرقم القياسي العالمي بمقدار 0.01 كم/ساعة [30 تموز/يوليو 2003.][36]
- مطاف الـ 1500 كيلومتر: رقم قياسي عالمي وصلت السرعة فيه إلى 156.61 كيلومتر في الساعة (97.31 ميل/س) [14 تشرين الثاني/نوفمبر 2003.*][37]
- مسافة الذهاب والعودة (المُعلَنِ عنها والمُنظَّمة من جهة مختصّة): رقم قياسي عالمي بلغَ 1804.7 كم [14 تشرين الثاني/نوفمبر 2003.*]
- مسافة الذهاب والعودة (غير المعلن عنها): رقم قياسي عالمي بلغَ 2002.44 كم [[14 تشرين الثاني/نوفمبر 2003.*][38]
- مطاف الـ 500 كيلومتر: رقم قياسي عالمي بلغت فيهِ سرعته 187.12 كيلومتر في الساعة (116.27 ميل/س) [15 تشرين الثاني/نوفمبر 2003.*][39]
- مطاف الـ 1500 كيلومتر: رقم قياسي عالمي بلغت فيه سرعته 119.11 كيلومتر في الساعة (74.01 ميل/س) [13 كانون الأول/ديسمبر 2003.*][40]
- مسافة المثلث (معلنٌ عنها): رقم قياسي عالمي بلغَ 1502.6 كم [13 كانون الأول/ديسمبر 2003.*]
- مسافة المثلث (غير معلنٍ عنها): رقم قياسي عالمي بلغَ 1509.7 كم [13 كانون الأول/ديسمبر 2003.*][41]
- مسافة عاديّة (غير معلنٍ عنها): رقم قياسي عالمي بلغَ 2192.9 كم [4 كانون الأول/ديسمبر 2004.][42]

طار فوسيت ومساعده آينار إنيفولدسون بطائرة شراعية في الستراتوسفير في التاسع والعشرين من آب/أغسطس 2006 حيث سجَّل الاثنانِ رقمًا قياسيًا في مستوى الارتفاع بلغَ 15,460 متر (50,720 قدم). نظرًا لأن قمرة القيادة الشراعية كانت غير مضغوطة فقد ارتدى الطيارون بدلات ضغط كاملة (على غرار بدلات الفضاء) حتى يتمكنوا من الطيران إلى ارتفاعات تزيد عن 45,000 قدم (14,000 م). قام فوسيت وإنيفولدسون بمحاولات سابقة في ثلاث دول على مدى خمس سنوات قبل أن ينجحا أخيرًا في هذه الرحلة القياسيّة.

### التزلج الريفي على الثلج
بصفته مغامرًا شابًا، كان فوسيت من أوائل المشاركين في وورلد لوبيت (بالإنجليزية: Worldloppet)‏ وهي سلسلةٌ من سباقات أو ماراثون التزلج عبر الريف حول العالم. كانت لديى المغامر الأمريكي خبرةٌ قليلةٌ كمتزلج ومع ذلك فقد صُنّف من قِبل منظمي المسابقة ضمنَ المجموعة الأولى مما يُعرف بـ «المواطنين الرياضيين» ثمّ شاركَ في السباق الأول له عام 1979. أصبحَ في العام الموالي ثامن متزلجٍ يُكمل جميع سباقات المسافات الطويلة العشرة حاصلًا بذلك على ميدالية وورلد لوبيت. لقد سجَّل أيضًا أرقامًا قياسية في التزلج الريفي على الثلج في كولورادو حيث سجل رقمًا قياسيًا آخرًا بعدما قطع المسافة من أسبن إلى فيل في 59 ساعة و 53 دقيقة و 30 ثانيّة وكان ذلك في شباط/فبراير 1998 كما قطعَ في نفِ الشهر من عام 2001 المسافة من أسبن إلى إيغل في 12 ساعة و 29 دقيقة.

### تسلق الجبال
كان فوسيت متسلقًا للجبال طوال حياته حيثُ تسلَّقَ أعلى القمم في ستٍّ من القارات السبع. أصبح صديقًا في الثمانينيات لباتريك مورو الذي كان يُحاول تسلق أعلى القمم في جميع القارات السبع لتسجيلِ الرقم القياسي العالمي المعروفِ بالقممِ السبع والذي حققه مورو أصلًا في عام 1985. رافق فوسيت مورو في آخر ثلاث قمم له بما في ذلك فينسون ماسيف في أنتاركتيكا وبونتشاك جايا في أوقيانوسيا وإلبروس في أوروبا. استمرَّ فوسيت في تسلُّقِ جميع القمم السبعِ بمفرده لكنّه رفض تسلق جبل إيفرست في عام 1992 بسبب الربو ثمّ عاد لاحقًا إلى القارة القطبية الجنوبية ليصعد مرة أخرى.

### إنجازات أخرى
تنافسَ فوسيت في عشرات المسابقات والمنافسات الأخرى بما في ذلك سباق المعروفِ باسمِ إديتارود تريل سليد دوج رايس (بالإنجليزية: Iditarod Trail Sled Dog Race)‏ والذي يمتدُّ على طول 1,165 ميل (1,875 كـم) حيث أنهاهُ فوسيت في المركز 47 في محاولته الثانية في عام 1992 بعد التدريب لمدة خمس سنوات. أصبح المغامر الأمريكي الرجل رقم 270 الذي يسبح عبر بحر المانش في محاولته الرابعة في أيلول/سبتمبر 1985 بزمنٍ وصلَ إلى 22 ساعة و 15 دقيقة. على الرغمِ من أن فوسيت قال إنه لم يكن سباحًا جيدًا بما يكفي للمشاركة في مسابقات السباحة فقد وُجِدَ أنه يستطيع السباحة لفتراتٍ طويلة بل تنافسَ عام 1996 في سباق إيرون مان ترياثلون (بالإنجليزية: Ironman Triathlon)‏ في هاواي، حيث أنهى قطع المسافة المطلوبة في 15 دقيقة و 53 ثانيّة و 10 أجزاءٍ من المائة، عدى عن مشاركتهِ في منافساتٍ أخرى على غرار ماراثون بوسطن ومسار ليدفيل 100 الذي يقطعُ فيه المشاركون مسافة 100 ميل (160 كـم) حول كولورادو أولتراماراثون والذي يتضمَّنُ الجري حتى ارتفاعات تزيد عن 12,600 قدم (3,800 م) في جبال روكي. اقتحمَ فوسيت أيضًا مجال السباق بالسيارات في منتصف السبعينيات وعاد لاحقًا إلى هذهِ الرياضة في التسعينيات، حيثُ شارك في سباقِ لو مان 24 ساعة لمدة يومٍ كاملٍ عامي 1993 و 1996، كما شاركَ في رالي باريس إلى داكار.

### المحاولات السابقة

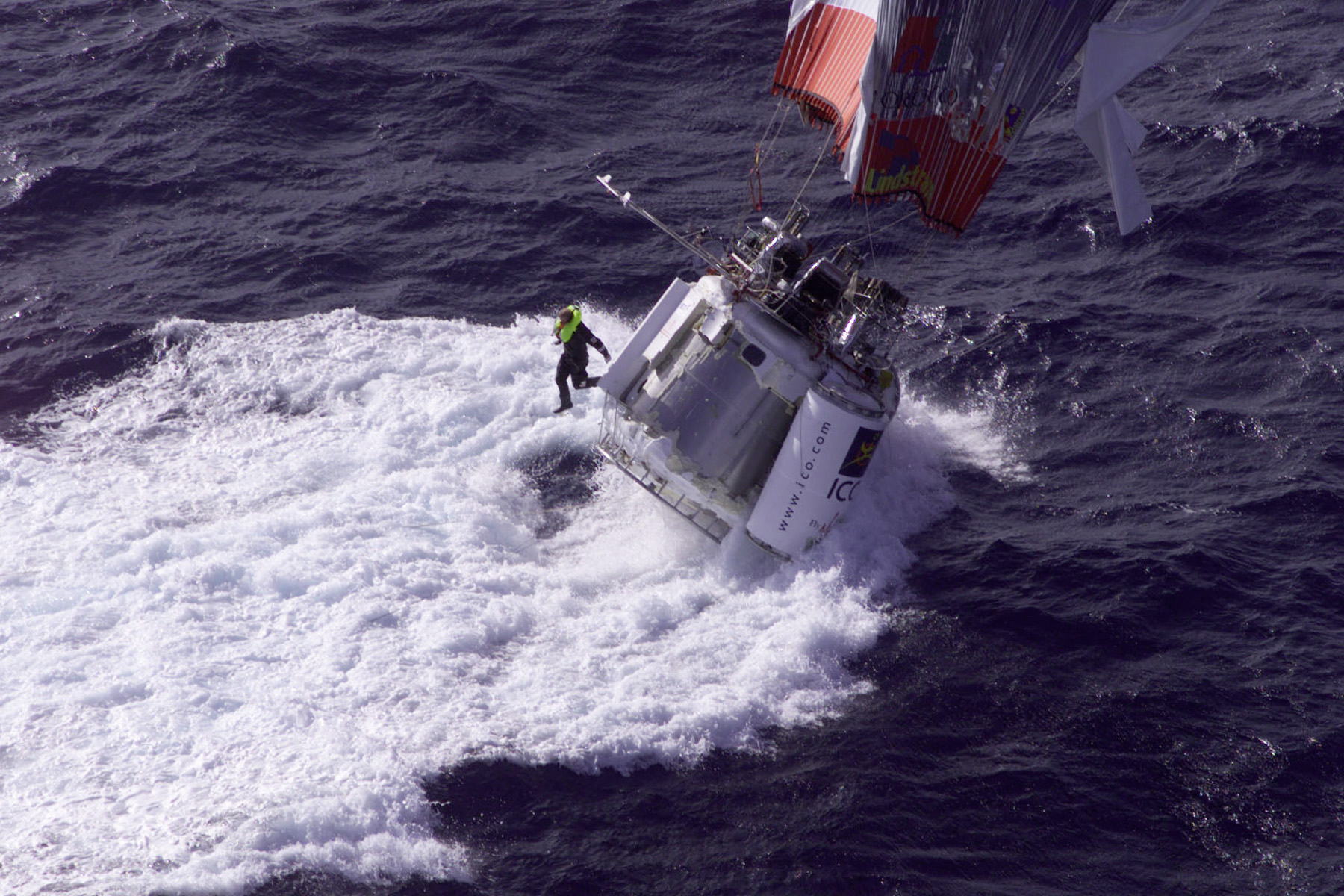
انتهت محاولةٌ في رحلة منطادٍ حول العالم قام بها فوسيت وريتشارد برانسون وبير ليندستراند في المحيط الهادئ في 25 كانون الأول/ديسمبر 1998

حاول فوسيت ستَّ مراتٍ على مدار سبع سنواتٍ للقيامِ بطوافٍ حول العالم عبرَ منطاد. لقد كلفته محاولته الخامسة 1.25 مليون دولار من ماله الخاص بينما كانت محاولته السادسة – والناجحة – من رعاية شركة خاصّة. اثنانِ من محاولاتهِ الفاشلتينِ أو التجريبيتين إن صحَّ التعبير كانتا من استاد بوش التذكاري في سانت لويس بولاية ميسوري، فيما عملت جامعة واشنطن في سانت لويس كمركزِ تحكمٍ لأربعٍ من الرحلات الست بما في ذلك الرحلة التي حطَّمت الرقم القياسي. انتهت إحدى محاولاته الفاشلة في عام 1998 بالسقوطِ في بحر المرجان قبالة سواحل أستراليا وهي المحاولة التي كادت تتسبب في وفاته، حيثُ لم يطلب المساعدة إلّا بعد مرور 72 ساعة بعد النزول الفاشل أو بالأحرى الخاطئ.  بدأت المحاولة الأولى في بلاك هيلز في ساوث داكوتا وانتهت خارج هامبتون في نيو برونزويك لاحقًا. كلَّفت المحاولة الثانية التي انطلقت من ملعب بوش 300 ألف دولار واستمرَّت 9,600 ميل (15,400 كـم) قبل أن يسقطَ المغامر الأمريكي في منتصف الطريق على شجرةٍ في الهند ومع ذلك فقد سجَّلت محاولتهُ هذه حينها أرقامًا قياسية من حيثُ مدة ومسافة الرحلة محطّمًا الرقم القياسي السابق المسجّل باسمهِ أصلًا. كان فوسيت ينامُ في المتوسِّط ساعتين في الليلة خلال الرحلة التي تستغرقُ ستة أيام والتي تجري في درجات حرارةٍ أقلَّ من الصفر. أخذ ستيف ذات مرة ما يلزمُ الوقود لعبورِ المحيط الأطلسي والدوران حول ليبيا لمدة 12 ساعة، لكنَّ المسؤولين في طرابلس رفضوا السماح له بدخول مجالهم الجوي ولم لدى فوسيت ما يكفي من الوقود للمرور عبر مسارٍ آخرٍ ما اضطرهُ لإنهاء الرحلة. لقد طارَ فوسيت لمسافات أطول مقابل أموال أقل خلال الرحلات الاستكشافية التي مُوّلت من قِبل شركاتٍ خاصّةٍ بما في ذلك رحلة واحدة مدعومة من مُؤسِّس شركة فيرجين جالاكتيك ريتشارد برانسون ويرجعُ ذلك جزئيًا إلى قدرة الرجل على الطيران في كبسولة غير مضغوطة نتيجةً للتدريب البدني المُكثّف على ارتفاعات عالية. عُرضت كبسولة سولو سبيريت (بالإنجليزية: Solo Spirit)‏ التي كان يعتمدُ فوسيت عليها باستمرار في المتحف الوطني للطيران والفضاء التابع لمؤسسة سميثسونيان على الجانب الآخر من وحدة قيادة أبولو 11.

## الكشافة
نشأ فوسيت في جاردن جروف بولايةِ كاليفورنيا وحصلَ على جائزة إيجل سكاوت عام 1957. نسبَ المغامر ورجل الأعمال الأمريكي تجربتهُ في الكشافة كأساسٍ لكثيرٍ من نجاحاته اللاحقة حيثُ قال ذات مرة: «بصفتي كشافٌ فقد تعلَّمتُ كيفية تحديد الأهداف وتحقيقها ... تعلمتُ أيضًا القيادة في سن مبكرة عندما تكون هناك فرص قليلة لأكون قائدًا. بقيت قيم الكشافة معي طوال حياتي وفي مسيرتي المهنية والآن وأنا أواجه تحديات جديدة.» وصفهُ زملائهُ الكشافة في سنواته الأخيرة بأنه «أسطورة». لقد شغلَ فوسيت منصب رئيس لجنة المغامرة الشمالية العليا ورئيس لجنة المغامرة وعضو لجنة فيلمونت رانش وعضو المجلس الاستشاري الوطني بل أصبحَ فيما بعدُ عضوًا في ما يُعرف بالمجلس التنفيذي الوطني للكشافة ثمَّ خَلَفَ في عام 2007 روبرت جيتس كرئيسٍ لجمعيّة النسر الكشفية الوطنية كما عمل سابقًا في المنظمة العالميّة للحركة الكشفيّة. كُرّم فوسيت بجائزة النسر الكشفية المتميزة عام 1992، وحصلَ في العام 1999 على جائزة سيلفر بوفالو وهي أعلى جائزة تقديريّة من المجلس الوطني للكشافة لخدمة الشباب.

## الجوائز والتكريمات
حصلَ فوسيت عام 2002 على أعلى جائزةٍ في مجال الطيران وهي الميدالية الذهبية للاتحاد الدولي للرياضات الهوائيّة ثم أُضيف اسمه في تموز/يوليو 2007 لقاعة مشاهير الطيران عرفانًا بما قدم للمجال طوال مسيرته. أُضيف اسمهُ أيضًا في عام 1997 إلى قاعة مشاهير المنطاد، بل وحصلَ في شباط/فبراير 2002 على لقب رجل اليخوت الأمريكي للعام المُقدَّم من قِبل الجمعية الأمريكية للإبحار في نادي اليخوت في نيويورك. كان حينها أكبرُ حاصلٍ على الجائزة في تاريخها الممتد على مدارِ 41 عامًا والفائز الوحيد الذي سافرَ بنفسه إلى الحفل على متن طائرته الخاصة.
حصلَ ستيف فوسيت على وسامِ المستكشفين من نادي المستكشفين بعد طوافه المنفرد بالمنطاد، كما حصلَ على دبلومة مونتغولفييه من قبل الاتحاد الدولي للرياضات الهوائية في عام 1996. حصل أيضًا على مرتينِ على جائزة هارمون التي تُمنح سنويًا للطيار المتميّز على مستوى العالم وذلك في عامي 1998 و2002. حصل على الميدالية الكبرى للنادي الفرنسي للطيران والميدالية الذهبية لنادي الطيران العالمي عام 2002، ثمّ حصل على وسام ماجلان من الجمهوريّة الفرنسية عام 2003.
سُميّت طائرةُ ذا وايت نايت تو في إم إس سبيريت أو ستيف فوسيت (بالإنجليزية: The White Knight Two VMS Spirit of Steve Fossett)‏ على شرفِ فوسيت من قِبل صديقه ريتشارد برانسون في أواخر عام 2007. بعد اختفائه قَبِلَ بيجي فوسيت وديك روتان جائزة سبريد وينجس نيابة عن فوسيت بعد مشاركتهِ في مسابقة طيرانٍ مجليّة في دنفر بولايةِ كولورادو في الولايات المتحدة. أُضيف اسم فوسيت أيضًا في عام 2010 لقاعة مشاهير الجو والفضاء في متحف سان دييغو للطيران والفضاء.

## الموت

### الاختفاء والتفتيش

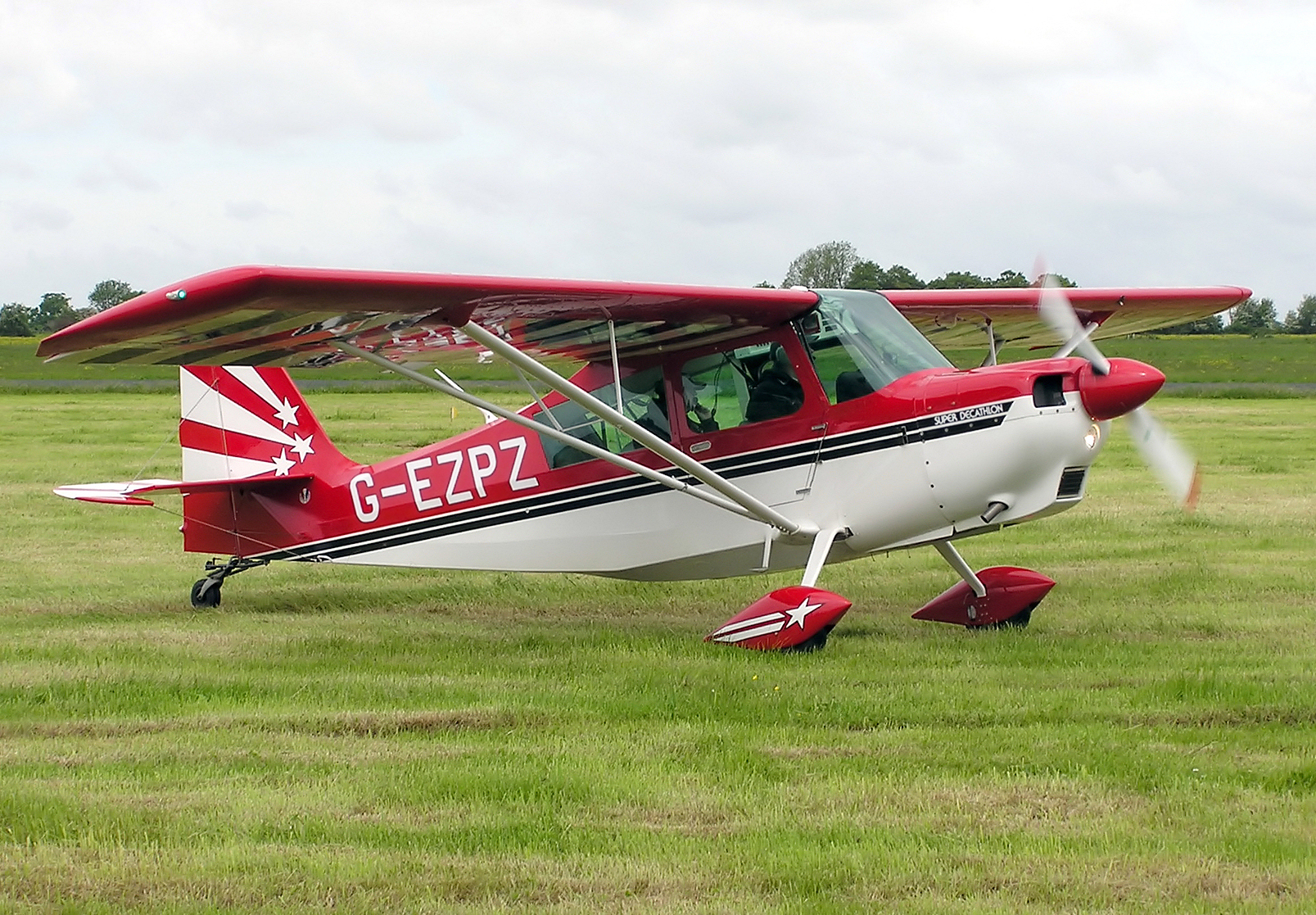
صورة لطائرة من طراز 8 كي سي آي بي سوبر ديكاتلون وهي من نفس النوع التي تحطَّمت بالمغامر الأمريكي ستيف فوسيت

أقلعَ فوسيت في صبيحة يوم الإثنين الموافق للثالث من أيلول/سبتمبر 2007 (عيد العمال) على الساعة 08:45 على متنِ طائرة خفيفة من طراز سوبر ديكاتلون ذات محرك واحد من مهبطِ الطائرات الخاص فلاينغ-إم رانش بالقربِ من سميث فالي في ولاية يفادا. بدأت عمليات البحث بعد حوالي ست ساعات من عدم عودة فوسيت ولا استجابتهِ للاتصالات كما لم تكن هناك أيُّ إشارةٍ من جهاز إرسال تحديد موقع الطوارئ بالطائرة المُصَمَّمِ ليُفعَّلَ تلقائيًا في حالة وقوع حادث على الرغمِ من أنه كان من النوع الأقدم وسيئ السمعة لعدم عملهِ دائمًا بعد وقوع حادث. كان يُعتقد في البداية أن فوسيت ربما كان يرتدي أيضًا ساعة بريتلينغ التي يبلغُ مداها 90 ميل (140 كـم) ومع ذلك فلم يتلقى متابعو العمليّة من السلطات وأفراد عائلته أيَّ إشارةٍ منها. أصدرت زوجة فوسيت السيّدة بيجي فوسيت في الثالث عشر من أيلول/سبتمبر بيانًا أوضحت فيه أنه يمتلكُ مثل هذه الساعة ولكنه لم يكن يرتديها عندما أقلعَ في رحلة عيد العمال.
أقلعَ فوسيت بالوقودِ الكافي لمدة أربع إلى خمس ساعات وفقًا للمتحدثة باسم الرائد سينثيا رايان مسؤول الإعلام في دوريّة الطيران المدني. أُخبر الباحثون معَ دوريّة الطيران المدني أنَّ فوسيت قد خرجَ في رحلةٍ قصيرةٍ وربما عرَّجَ على منطقتي لاكي بوي باس ووالكر ليك. اقُترح في وقتٍ من الأوقات أن المغامر الأمريكي ربما كان يبحثُ عن مواقع محتملةٍ لإجراء سباقٍ سريعٍ مُخطَّطٍ له فيما أشار متحدثٌ باسمِ إدارة الطيران الفيدرالية إلى أنَّ فوسيت على ما يبدو لم يُقدّم هذه المرة خطَّة طيران ولم يكن مطلوبًا منه للقيام بذلك.
لقد قامت طائرات دورية الطيران المدني في اليوم الثاني من اختفائه بالتفتيشِ ولكنها لم تعثر على أي أثرٍ للحطام ما استدعى البدء في عمليّة بحثٍ معقدة وموسّعة شملت لاحقًا ما يقربُ من 20,000 ميل مربع (52,000 كـم2) في منطقةٍ من أكثر التضاريس وعورةً في أمريكا الشمالية. عُلِّقت في اليوم الأول (يُعتبر اليوم الثاني من اختفائه والأول ضمن عمليّة البحث) بحلول منتصف النهار بسبب الرياح العاتيّة، لكن وبحلول اليوم الرابع أصبحَت دوريّة الطيران المدني تستخدمُ أربعة عشر طائرةً في جهود البحثِ بما في ذلك واحدة مجهزة بنظام آرشر (بالإنجليزية: ARCHER System)‏ الذي يُمكنه مسح الصور تلقائيًا وإجراء تخميناتٍ معيّنة لتحديدِ مكان الطائرة المفقودة.
عثرت أطقم البحث بحلول العاشر من أيلول/سبتمبر على ثمانية مواقع تحطُّمٍ مجهولة، يعودُ عمر بعضها لعقود من الزمن. بحسبِ رايان مسؤولة الإعلام في دوريّة الطيران المدني فقد بذلت السلطات كلَّ ما في جهدها للعثور على فوسيت حتى أنها عثرت على مواقع تحطم لطائرات أخرى حين بحثها عن ستيف، وقد تكهن أن أحد مواقع التحطم المجهولة يعودُ لطائرة تشارلز كليفورد أوجل الذي فُقد منذ عام 1964. شاركت حوالي عشرين طائرة في عملية بحث مكثفة انطلقت من قاعدة رئيسيّة في ميندن بولايةِ نيفادا مع وجوجِ قاعدة بحثٍ ثانوية تقعُ في بيشوب بولايةِ كاليفورنيا. دخلت شركة جوجل إنكوايرر على الخطّ في السابع من أيلول/سبتمبر حيث ساعدت في البحثِ عن الطيار من خلال اتصالاتها بعامليها وشركائها الذين يقدمون صور الأقمار الصناعية لبرنامج جوجل إيرث الخاص بها، وهذا ما أكّدو برانسون الذي قالَ إنه وآخرين يُنسّقون الجهود مع جوجل لمعرفة ما إذا كانت أيٌّ من الصور عاليّة الدقة – التي التُقطت في إطار البرنامج – تُظهر طائرة فوسيت.
وفَّرت شركةُ ديجيتال جلوب – وهي شركةٌ متخصّصة في بيع الصور – في الثامن من أيلول/سبتمبر أول سلسلةٍ من الصور الجديدة عاليّة الدقة عبر موقع أمازون ميكانيكل تورك التجريبي حتى يتمكَّنَ المستخدمون من تحديدِ الأماكن المحتملة للتحطّم، وبحلول الحادي من أيلول/سبتمبر كان قد انضمَّ أزيد من 50,000 شخص إلى الموقع الإلكتروني للمُساعدة في عمليّات البحث حيثُ قاموا بفحصِ أكثر من 300,000 صورة وهو ما يُعادل نظريًا 278 قدم مربع (26 م2) من مربعات الصور، وفي هذا أكَّد بيتر كوهين من موقع أمازون تورك أنه يعتقدُ أنَّ منطقة البحث قد غُطَّت بالكامل مرة واحدة على الأقل بحلول الحادي عشر من أيلول/سبتمبر. أُوقفت جهود البحث على الموقع الإلكتروني في التاسع والعشرين من تشرين الأول/أكتوبر دون تحقيقِ أيِّ نجاحٍ ملموس. قالت سينثيا رايان في وقتٍ لاحقٍ إنَّ جهود البحث عبر الموقع الإلكتروني كانت عائقًا أكثر من كونها مساعدة، كما أكَّدت على أنَّ الأشخاص الذين زعموا عبر فحصِ الصور في موقع الويب أنهم شاهدوا الطائرة كانوا قليلي خبرة في هذا المجال بل إنَّ بعضهم أغلق بريده لإلكتروني خلال «الأيام الحرجة» من البحث وحتى لأشهر بعد ذلك بعدما ادعى الوصول لشيءٍ ما. لقد ثبتَ أنَّ العديد من المشاهد الظاهرية كانت صورًا لإحدى طائرات دورية الطيران المدني وهي تُحلّق باحثةً عن الرجل أو مجرد قراءةٍ خاطئةٍ من الصور.
على جانبٍ آخرٍ فقد غمرَ المتصلون قاعدة البحث في ميندن بالتنبؤاتِ حول مكان العثور على الطيار، حيثُ تلقَّت رايان غالبية هذه المكالمات شخصيًا في منزلها بعد منتصف الليل. كان رجلٌ واحدٌ من كندا مثابرٌ بشكلٍ خاصٍ على المكالمات اليومية لريان بل تدخَّل في إحاطاتها الصحفية ما استدعى المتحدثة الإعلاميّة للطلبِ من شرطة الخيالة الكندية الملكية التدخل إذا لزم الأمر مؤكّدةً في نفس الوقت على أنَّ كل رسالة أو مكالمة هاتفية قد أُخذت على محملِ الجد وهو الأمر الذي أغرقَ المتخصصين في القوات الجوية الأمريكية الذين كُلّفوا بمهمة مراجعة كل هذا. أعلنَ بعض الخبراء في الثاني عشر من أيلول/سبتمبر بأنَّ فوسيت من المحتملِ أن يكون قد مات.
قال جناح نيفادا التابع لدوريات الطيران المدني في السابع عشر من أيلول/سبتمبر إنه علَّق جميع رحلاته المتعلقة بعمليات البحث، لكن رحلات البحث التابعة للحرس الوطني ورحلات البحث الخاصة وعمليات البحث الأرضية استمرت. بدأ المجلس الوطني لسلامة النقل تحقيقًا أوليًا في الحادثِ المحتمل للطائرة التي كانت يُحلّق فوسيت عبرها، وذكر التقرير الأولي أن فوسيت «يُفترض أنه أصيب بجروحٍ قاتلةٍ وأن الطائرة تضررت بشكل كبير» وأُزيل هذا الافتراض في وقتٍ لاحقٍ بعد مراجعته، مع أنَّ برانسون أدلى بتصريحاتٍ عامّة مماثلة.
أكَّدت السلطات في التاسع عشر من أيلول/سبتمبر 2007 أنها ستتوقف عن البحث «بنشاطٍ» عن فوسيت في صحراء نيفادا لكنها ستُبقي أطقم الطائرات في وضع الاستعداد للطيران إلى مواقع التحطم المُحتمَلة. أُعلن في الثلاثين من نفسِ الشهر أنه وبعد إجراء مزيدٍ من التحليل لبيانات الرادار من يوم اختفائه فقد استأنفت الفُرق البريّة وطائرتان البحث. أعلنت دورية الطيران المدني في الثاني من تشرين الأول/أكتوبر أنها ألغت عملية البحث، بل أكَّدت رايان في وقتٍ لاحقٍ أنَّ البحث كان أكبر عملية بحثٍ في زمن السِّلم وأكثرُها تعقيدًا عن فردٍ في تاريخ الولايات المتحدة. بحلول الثالث والعشرين من آب/أغسطس 2008 أي بعد مرور عامٍ تقريبًا على اختفاء فوسيت أجرى ثمانيةٌ وعشرون صديقًا ومعجبًا بحثًا على الأقدام بناءً على أدلة جديدة جمعتها فرق البحث لكنّ هذه العمليّة انتهت في العاشر من أيلول/سبتمبر دون نتيجة. 

### تكاليف البحث والإنقاذ
نشرت صحيفةُ لاس فيغاس ريفيو جورنال في فاتح أيّار/مايو 2008 مقالةً ذكرت فيها أنَّ المتحدث باسمِ حاكم ولاية نيفادا جيم جيبونز السيّد بين كييكهيفر ينوي مطالبة عائلة ستيف فوسيت بدفعِ 687،000 دولار تكلفة لعمليّات البحث عن فوسيت. أخبرَ كييكهيفر في وقتٍ لاحقٍ جريدة تاهو ديلي تريبيون أنَّ ولاية نيفادا لم تكن تنوي مطالبة أرملة فوسيت بدفع المبلغ بشكلٍ إجباريّ بل طوعيًا وأضاف: «سنطلبُ منهم المساعدة في تعويضِ بعض هذه النفقات مع الأخذ في الاعتبار نطاق البحث والتكلفة الإجمالية بالإضافة إلى الصعوبات التي تعترضُ ميزانيّة الولاية.» جديرٌ بالذكرِ هنا أنَّ فندق بارون هيلتون الذي انطلقَ منهُ فوسيت في اليوم الذي اختفى فيه قد تبرَّعَ سابقًا بمبلغ 200,000 دولار للمساعدةِ في دفعِ تكاليف البحث.
في تعليقاته اللاحقة لصحيفة تاهو ديلي تريبيون، نفى كييكهيفر صراحةً أنَّ الولاية أعدت فاتورة لعائلة ستيف حتى تدفعها وأضاف: «من المحتملِ أن تكون [الفاتورة] على شكلِ خطاب.» لكنّه أشارَ ضمنيًا إلى أنَّ الخطاب سيتضمَّنُ مخططًا ماليًا للخطوات التي اتخذتها الولاية والتكاليف المرتبطة بها معَ إشارةٍ إلى مشكلة النقص في الميزانية التي تُعاني منها الولاية.
أشارَ مدير إدارة الطوارئ في الولاية فرانك سيراكوزا قبل أيامٍ من هذا الإعلان إلى أنَّ «الحكومة لا يجب أن تُلاحقَ الناس مقابل دفع التكاليف لمجرد أن لديهم المال لدفعِ ثمنها. أنت تَضيع ونحنُ نبحث عنك: إنها خدمةٌ يَدفع ثمنها دافع الضرائب.» على الرغمِ من أنه أقر بأن أي قرارٍ من الناحية القانونية يقعُ على عاتقِ حاكم الولاية جيبونز. في جلسة استماعٍ للجنة الماليّة المؤقتة بالهيئة التشريعية في العاشر من نيسان/أبريل 2008 أشارَ سيراكوزا إلى أنه عين مدققًا مستقلًا لمراجعة التكاليف التي تكبدتها الولاية في البحثِ عن فوسيت لكنه أضاف: «إننا نجري تدقيقًا ولكن ليس لأننا ننتقد أي شخص أو نشتبهُ في حدوثِ خطأ ما.» ساءلَ في المقابل رئيس مجلس الإدارة مورس أربيري نظيرهُ في الجلسة سيراكوزا عن سببِ عدم قيام الولاية بدفع فاتورة لعائلة فوسيت مقابل تكاليف البحث لكنَّ سيراكوزا تجاهل الرد.
في مقابلةٍ لاحقةٍ مع مجلّة لاس فيغاس ريفيو جورنال، صرَّح سيراكوزا أن تعليقاته إلى اللجنة ربما أعطت انطباعًا خاطئًا بأنه استعان بمدقق حسابات لغرض الطعن فيما بعد في العبء المالي الذي تتحمله الولاية نيابةً عن الحرسِ الوطني أثناء عمليّة البحث. قِيل بعد إجراء هذه المقابلة بشأنِ التقارير التي تُفيد بأن الولاية ستطلبُ من عائلة المفقود الدفع إنَّ أربيري – رئيس اللجنة الماليّة – سعيدٌ لسماعِ الخطوات التي تُتخذ لمحاولةِ استرداد بعض التكاليف. لقد كلَّف البحثُ في الواقع في ولاية نيفادا 1.6 مليون دولار وهو أكبر جهد بحثٍ وإنقاذٍ على الإطلاقِ لشخصٍ داخل الولايات المتحدة، وهو ما دفعَ جيم جيبونز إلى الطلبِ من عائلة فوسيت تحمل 487 ألف دولار لكنها رفضت قائلة إن زوجة فوسيت أنفقت بالفعل مليون دولار على البحث الخاص.

### استعادة الحطام

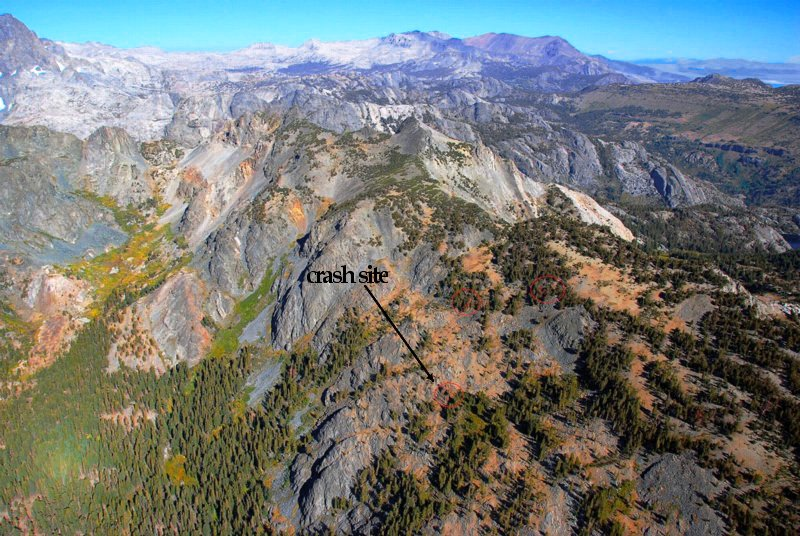
منظر جوي لموقع التحطّم عام 2010

وجد متجول في التاسع والعشرون من أيلول/سبتمبر 2008 ثلاث بطاقات هوية مُجعّدة في شرق سييرا نيفادا بولايةِ كاليفورنيا على بُعد نحو 65 ميل (100 كـم) جنوب موقع إقلاع فوسيت (186 درجة). تُؤكّد من أنَّ البطاقات تعودُ لفوسيت ويتعلَّقُ الأمر ببطاقة صادرة من إدارة الطيران الفيدرالية وبطاقة عضوية سوارينغ أمريكا و1005 دولارات نقدًا. رصدت فرق البحث الجوي في وقتٍ متأخرٍ من فاتح تشرين الأول/أكتوبر حطامًا على الأرض على ارتفاع 10,100 قدم (3,100 م) وعلى بُعد 750 يارد (690 م) من حيث عُثر على الأشياء الشخصيّة، ثمّ أكّدت فرق البحث في وقتٍ لاحقٍ من ذلك المساء تحديد تسجيل طائرة فوسيت. يقعُ موقع التحطّم على الجانب الغربي من سلسلة التلال (سلسلة الجبال البركانية)،  وتحديدًا على بعد نحو 300 قدم (91 م) تحت قمّة التلال. كانت التضاريسُ في المنطقة شديدة الانحدار وقليلة الغابات حيثُ بلغ متوسّط أشجار الصنوبر 40 قدم (12 م) إلى 60 قدم (18 م). تغطَّت الأرض بالعديد من الصخورِ والنتوءات الصخرية التي تُحيط بها المناطق العشبيّة.
يقعُ موقع التحطّم في منطقةٍ ما في مقاطعة ماديرا بولايةِ كاليفورنيا، وتشملُ الأماكن الأخرى المُسمَّاة من قِبل فرق البحث مينارات ماين [2,000 قدم (600 م) غربًا] وبحيرة إميلي [0.7 ميل (1.1 كـم) في الشمال الشرقي] وبحيرة المئذنة [1.8 ميل (2.9 كـم) في الغرب إلى الجنوب الغربي] ثمّ قمم المئذنة [3 ميل (5 كـم) غربًا] ونصب ديفيلز بوستبيل ناشيونال [4.5 ميل (7.2 كـم) في الجنوب الشرقي] وبلدة ماموث لاكيس [أقرب مكان مأهول بالسكان ويقعُ على بعد 9 ميل (14 كـم) في الجنوب الشرقي].
وجد الباحثون والمنقّبون في الأرض خلال اليومين التاليين أربع شظايا عظميّة بحجمِ 1.5 بوصة (3.8 سـم)، ومع ذلك فقد وُجدَ أنَّ العظام ليست بشريّة أو صغيرة جدًا لإجراء اختبارات الحمض النووي. عثرت فُرق البحث في التاسع والعشرين من تشرين الأول/أكتوبر على عظمتين بشريتين كبيرتين اشتبهوا في أنهما تعودان لفوسيت. عُثر على هذه العظام على بُعد 0.5 ميل (0.80 كـم) شرق موقع التحطم، كما عُثر على أحذية تنس عليها علامات عضّ الحيوانات. قالَ محقّقو شرطة كاليفورنيا في الثالث من تشرين الثاني/نوفمبر إن تحليل الحمض النووي للعظمتين بواسطةِ مختبر الطبّ الشرعي التابع لوزارة العدل في كاليفورنيا أكَّد تطابقها مع الحمض النووي لفوسيت، وقال جون أندرسون قائد شرطة مقاطعة ماديرا إن ستيف فوسيت كان سيموتُ عند الاصطدام في مثل هذا الحادث وأنه ليس من غير المعتاد أن تسحب الحيوانات البقايا بعيدًا.

### تقرير المجلس الوطني لسلامة النقل
أصدرَ المجلس الوطني لسلامة النقل في الخامس من آذار/مارس 2009 تقريره ونتائجه، وجاءَ في التقرير أن الطائرة تحطَّمت على ارتفاع نحو 10,000 قدم (3,000 م) في الجوّ وتحت نحو 300 قدم (90 م) من قمّة التلال. تجاوزَ ارتفاع القمم في المنطقة 13,000 قدم (4,000 م) فيما قُدِّر ارتفاع الكثافة في المنطقة في وقت ومكان الحادث بـ 12,700 قدم (3,900 م). كان عُمر الطائرة – ذات المقعدين – يقربُ من 30 عامًا وكان فوسيت قد طار حوالي 40 ساعة على متن طائراتٍ من هذا النوع. يقولُ دليل تشغيل الطائرة أنه على ارتفاع 13,000 قدم (4,000 م) سيكون معدل الصعود 300 قدم في الدقيقة.
يقولُ تقرير المجلس الوطني لسلامة النقل أنَّ عالم أرصادٍ جويّة من ساليناس قدم محاكاة عددية للظروف في منطقة الحادث باستخدام نموذجٍ عددي يعتمدُ على البحث المتقدم لأبحاث الطقس والتنبؤ، حيث ذكر أنه في 09:30 (الوقت المُقدَّر لتحطم الطائرة) كان هناك سحبٌ منخفضٌ في تلك المنطقة بحوالي 300 قدم في الدقيقة ولم يكن هناك دليلٌ على فشلِ المعدات. ذكر التقرير أنه تمَّ إجراء فحص لشظايا الهيكل العظمي تحت رعاية قسم شرطة مقاطعة ماديرا فحُدّد سبب الوفاة على أنه إصاباتٌ رضحيةٌ متعددةٌ. أعلنَ المجلس في التاسع من تموز/يوليو 2009 أنَّ السبب المُحتَمل لتحطّم الطائرة هو مواجهة الطيار مع السحب السُّفلي الذي يتجاوزُ قدرة الطائرة على الصعود.